# HMS Jasmine (K23)
«Джазмін» (K23) (англ. HMS Jasmine (K23) — військовий корабель, корвет типу «Флавер» Королівського військово-морського флоту Великої Британії за часів Другої світової війни.
Корвет «Джазмін» був закладений 23 грудня 1939 року на верфі компанії Ferguson Shipbuilders у Порт-Глазго. 14 січня 1941 року він був спущений на воду, а 16 травня 1941 року увійшов до складу Королівських ВМС Великої Британії.